# Arija Bareikis
Arija Allison Bareikis (Bloomington, 21 giugno 1966) è un'attrice statunitense.

## Filmografia

### Cinema
- Twisted Tales, regia di Rita Klus, Kevin J. Lindenmuth e Mick McCleery (1994)
- Ties to Rachel, regia di Jon Resnik (1997)
- I segreti del cuore (The Myth of Fingerprints), regia di Bart Freundlich (1997)
- Lo spezzaossa (The Naked Man), regia di J. Todd Anderson (1998)
- Pants on Fire, regia di Rocky Collins (1998)
- Gigolò per sbaglio (Deuce Bigalow: Male Gigolo), regia di Mike Mitchell (1999)
- La neve cade sui cedri (Snow Falling on Cedars), regia di Scott Hicks (1999)
- 30 Days, regia di Aaron Harnick (1999)
- Melinda e Melinda (Melinda and Melinda), regia di Woody Allen (2004)
- Deuce Bigalow - Puttano in saldo (Deuce Bigalow: European Gigolo), regia Mike Bigelow (2005)
- Onora il padre e la madre (Before the Devil Knows You're Dead), regia di Sidney Lumet (2007)
- Sapori e dissapori (No Reservations), regia di Scott Hicks (2007)
- Frame of Mind, regia di Carl T. Evans (2009)
- Tenderness, regia di John Polson (2009)
- The Stand Up, regia di David Wexler (2011)
- La notte del giudizio (The Purge), regia di James DeMonaco(2013)
- Tao of Surfing, regia di Lou Diamond Phillips (2016)
- The Witch in the Window, regia di Andy Mitton (2018)

### Serie televisive
- Una vita da vivere (Once Life to Live) – soap opera (1968)
- Law & Order - I due volti della giustizia (Law & Order) – serie TV, un episodio (1997)
- Oz – serie TV, 6 episodi (1999-2000)
- The American Embassy – serie TV, 6 episodi (2002)
- Senza traccia (Without a Trace) – serie TV, un episodio (2002)
- A Painted House, regia di Alfonso Arau – film TV (2003)
- Crossing Jordan – serie TV, 5 episodi (2004)
- Grey's Anatomy – serie TV, episodio 2x08 (2005)
- Criminal Intent – serie TV, 2 episodi (2005-2009)
- Royal Pains – serie TV, un episodio (2011)
- Southland – serie TV, 19 episodi (2009-2011)

### Show televisivi
- Leaving Gussie (2007)
- A.K.A. (2006)
- A Painted House (2003)

### Cortometraggi
- Dealbreaker (2005)
- Celestial Navigation (1993)
- Joe's Apt. (1992)

## Doppiatrici italiane
Nelle versioni in italiano dei suoi lavori, Arija Bareikis è stata doppiata da:
- Claudia Catani in Gigolò per caso, Deuce Bigalow - Puttano in saldo
- Roberta Pellini in Grey's Anatomy
- Francesca Guadagno ne La notte del giudizio
- Eleonora De Angelis in Southland
- Rossella Acerbo in Onora il padre e la madre
- Selvaggia Quattrini in Sapori e dissapori
- Alessandra Grado ne La neve cade sui cedri
- Angela Brusa in Law & Order - Criminal Intent (ep. 4x13)
- Barbara De Bortoli in Senza traccia
- Sabrina Duranti in Oz